# You Don't Fool Me
〈You Don't Fool Me〉는 1995년 음반 《Made in Heaven》에 수록된 퀸의 곡이다. 그것은 1996년에 싱글로 발매되었고, 다양한 리믹스를 포함하고 있다. 이 곡은 《Innuendo》 세션이 끝난 후 실제로 작곡되고 녹음된 몇 안 되는 곡들 중 하나이며, 데이비드 리처즈의 감독 하에 밴드가 작사하고 작곡했다. 그것은 이탈리아에서 싱글 차트 정점에 도달했고, 퀸의 마지막 유럽 히트작임이 입증되었다.

## 배경
〈You Don't Fool Me〉는 음반 《Made in Heaven》을 위해 녹음된 마지막 곡들 중 하나였고 매우 특이한 방법으로 등장했다. 메이는 그의 웹사이트에 이 밴드의 프로듀서인 데이비드 리처즈가 머큐리가 죽기 직전에 녹음된 가사 조각들로 이 노래의 틀을 혼자 만들어냈다고 설명했다. 메이는 리처즈의 작품 전에는 어떤 노래도 언급하지 않았다고 말했다. 하지만 리처즈가 곡을 편집하고 섞은 후에 (〈A Winter's Tale〉로 녹음된 하모니를 포함) 밴드의 나머지 멤버들에게 그것을 보여주었다. 브라이언 메이, 로저 테일러, 그리고 존 디콘은 그들의 악기와 백 보컬을 추가했고 아무것도 아닌 것으로 시작한 완성된 노래로 끝나서 놀랐다. 이 노래의 스타일은 1982년 음반 《Hot Space》를 연상케 하며, 이 음반에 대한 언급은 《Greatest Hits III》 음반에 수록되어 있다.

## 뮤직 비디오
이 비디오는 한 젊은 남자가 그의 옛 여자친구를 만나 그들의 짧은 관계에 대한 기억을 되짚어보는 나이트클럽을 배경으로 한다. 이 노래의 주제는 아마도 이전 퀸의 노래 〈Play the Game〉과 〈It's a Hard Life〉에 의해 만들어진 이야기의 연속일 것이다.